# Invasie van Ethiopië

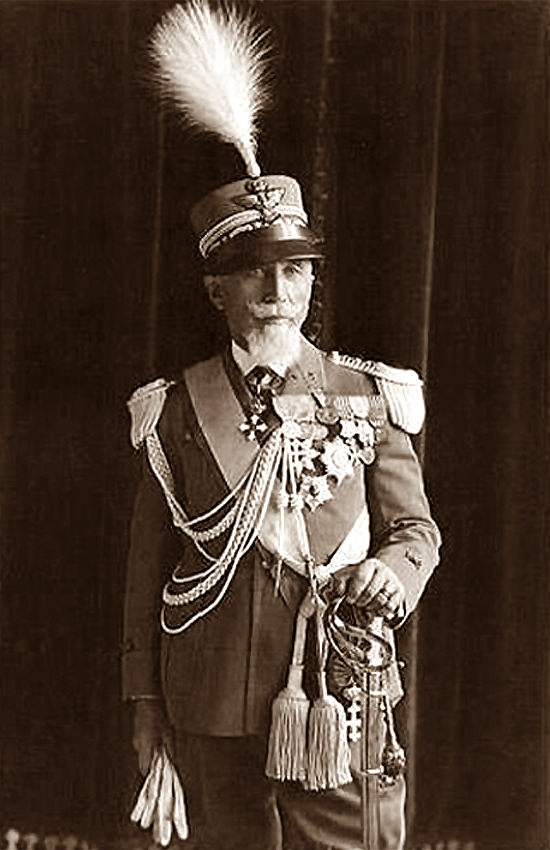
Emilio De Bono

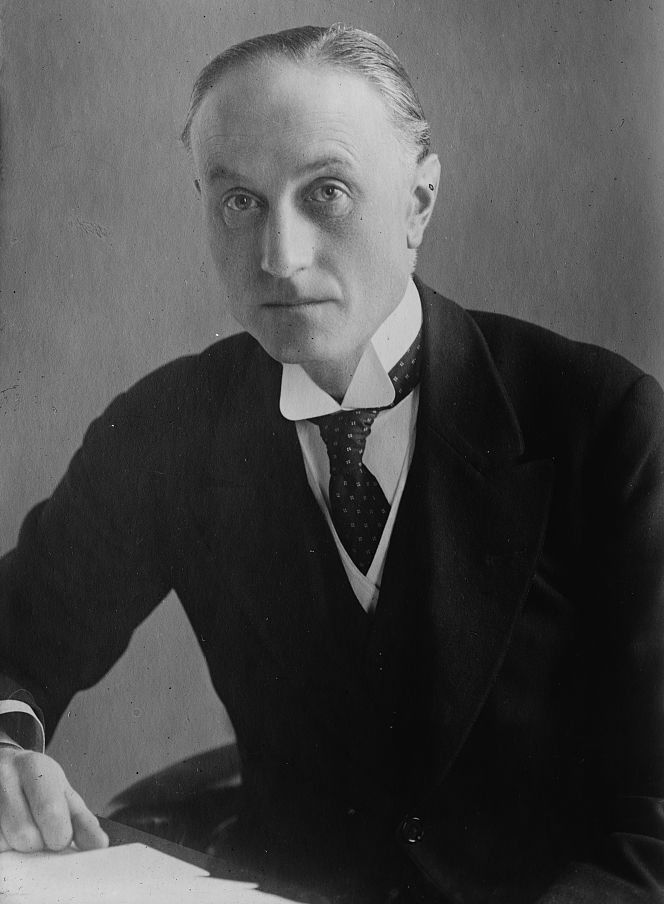
Sir Samuel Hoare

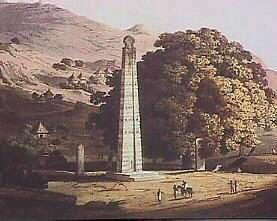
De obelisk van Axum

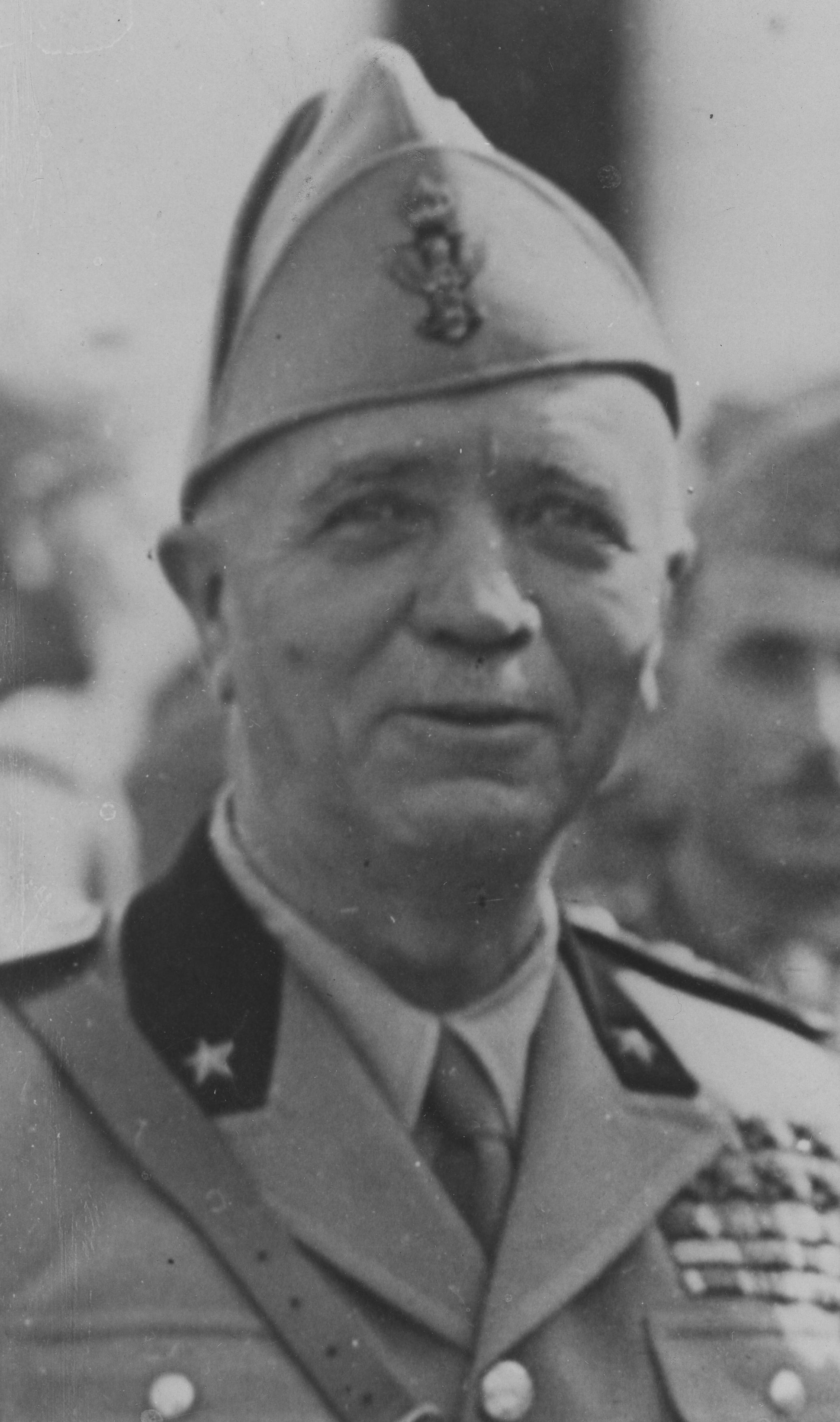
Maarschalk Pietro Badoglio

De Invasie van Ethiopië was een invasie door generaal Emilio De Bono met een leger van 100.000 man vanuit Eritrea in het noorden van Ethiopië, in het jaar 1935 bij het begin van de Tweede Italiaans-Ethiopische Oorlog.

## Voorafgaande
Benito Mussolini keek naar het Britse Rijk en het Franse koloniale Rijk en droomde van een Italiaans Rijk rond de Middellandse Zee zoals het Romeinse Rijk.
Ethiopië gold als rijk in bodemschatten en militair zwak, maar was nog niet gekoloniseerd in de Wedloop om Afrika. Met Ethiopië zou Italië Eritrea en Italiaans Somaliland kunnen samenvoegen.
In november 1932 plande De Bono op verzoek van Mussolini een invasie die met beperkte middelen vanuit Eritrea zou binnentrekken.

## Invasie
Op 3 oktober 1935 om 5h00 stak De Bono de Mareb-rivier over met drie legerkorpsen van samen negen divisies en viel hij vanuit Eritrea zonder oorlogsverklaring Ethiopië binnen.  Ethiopië verklaarde Italië de oorlog, maar trok zijn leger een dagmars weg van de grens.
Generaal Rodolfo Graziani was ondergeschikt aan De Bono en moest met twee divisies binnenvallen vanuit Italiaans Somaliland, maar kreeg bevel zich verdedigend op te stellen.
Op 5 oktober 1935 nam het 1e korps Adigrat in en op 6 oktober nam het 2e korps  Adwa in.

## Volkenbond
Op 7 oktober veroordeelde de Volkenbond de inval zonder oorlogsverklaring en overwogen ze sancties, maar Frankrijk en het Verenigd Koninkrijk hielden olie en staal buiten de sancties, met als argumenten dat anders de Verenigde Staten, die geen lid waren van de Volkenbond olie en staal aan Italië zouden leveren. Bovendien wilden Frankrijk en het Verenigd Koninkrijk net als in de Eerste Wereldoorlog Italië aan hun kant houden in geval van een oorlog met Duitsland. Samuel Hoare, 1st Viscount Templewood en Pierre Laval spraken het Hoare-Laval Plan af, waarbij Italië 3/5 van het Ethiopisch grondgebied zou krijgen in ruil voor vrede. Ethiopië ging daarmee niet akkoord.

## Opmars
Op 11 oktober liep Dejazmach Haile Selassie Gugsa, schoonzoon van Keizer Haile Selassie  te Adagamos over met 1200 man.
Op 14 oktober schafte De Bono de slavernij af, maar hij schreef:
"Ik moet zeggen dat de afkondiging niet veel effect gehad heeft op de eigenaars van slaven en misschien nog minder op de vrijgelaten slaven zelf. Veel daarvan boden zich meteen na hun vrijlating aan bij de Italiaanse autoriteiten om te vragen: 'En wie geeft mij nu te eten?'”
Op 15 oktober reed De Bono vanuit Adwa de heilige stad Axum in op een wit paard. De Italianen roofden de Obelisk van Axum, die ze in 1937 naar Rome brachten vanwaar hij in 2005 terug naar Ethiopië werd gebracht.

## Mobilisatie
Ethiopië mobiliseerde zijn leger en op 17 oktober defileerden 70.000 man van de Mahel Safari vier uur lang onder leiding van defensieminister Ras Mulugeta Yeggazu te Addis Abeba voor de Keizer Haile Selassie, waarna ze naar Dessie marcheerden. Van daar trok hij traag op naar  Amba Aradam. Onderweg plunderden ze dorpen van de Azebu en Raya en ranselden ze er de opperhoofden af.
In de hoofdstad Gondar van de provincie Begemder riep Ras Kassa Haile Darge van de provincie Shewa 160.000 man onder de wapens met een chitet.
Zijn oudste zoon Dejazmach Wondosson Kassa was Shum van Begemder Met zijn zonen Aberra Kassa, Asfawossen Kassa, en Wondosson Kassa trok Ras Kassa naar het noorden om zich bij Ras Seyoum te voegen bij Abiy Addi.
In de hoofdstad Debra Markos van de provincie Gojjam lichtte Ras Imru Haile Selassie een leger van 25.000 man en hij trok noordwaarts naar Shire.
Vanuit Semien en Wolkait trok Fitawrari Ayalew Birru met 10.000 bergbewoners naar de grens met Eritrea.

## Badoglio
Op 8 november nam het 1e korps Mek'ele in, de hoofdstad van Haile Selassie Gugsa in oostelijk Tigre.
Door de slechte wegen soms paden kwamen de Italianen maar traag vooruit.
Op 16 november bevorderde Mussolini De Bono tot maarschalk, maar op 17 december zond hij hem Telegrama di Stato 13181  zeggende dat met de inname van Mek'ele zijn taak volbracht was. Hij werd vervangen door maarschalk Pietro Badoglio.
Daarop beval Keizer Haile Selassie zijn Kerstoffensief.